# Île aux Oiseaux (Seychelles)
Pour les articles homonymes, voir Île aux Oiseaux et Bird Island (homonymie).
L’île aux Oiseaux (en anglais : Bird Island) est une île corallienne de l'archipel des Seychelles, dans l'océan Indien. Elle fait partie des îles Intérieures.
L'île a été reconnue zone importante pour la conservation des oiseaux.
Elle s'est aussi appelée l'île aux vaches car des dugongs, surnommés vaches de mer, y ont été observés.
Elle dispose d'un aérodrome avec une piste de 920 m.

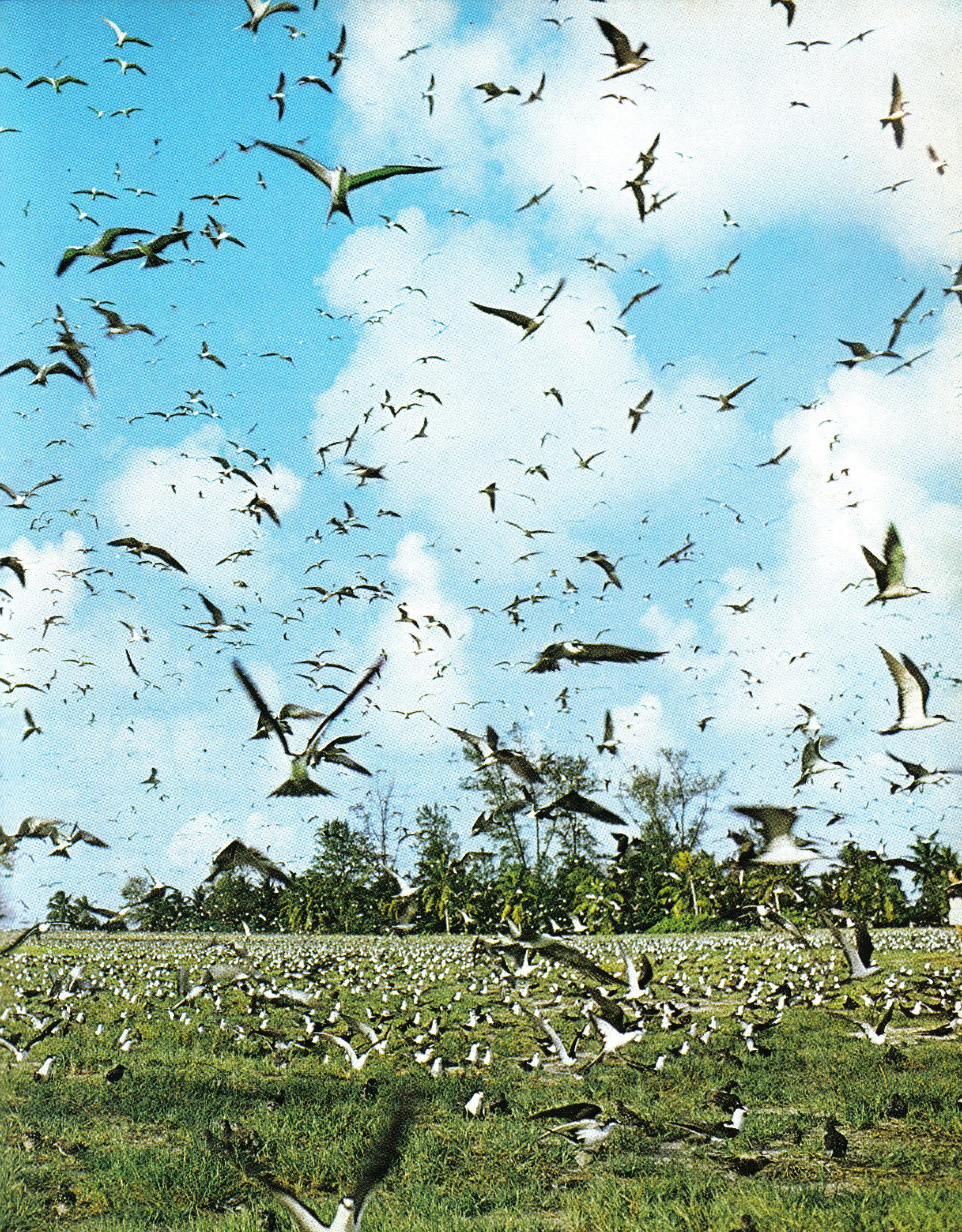
Île aux Oiseaux.